# Miguelete (Uruguai)
Miguelete és una localitat de l'Uruguai ubicada al nord del departament de Colonia. Es troba sobre la cuchilla del mateix nom, prop del límit amb el departament de Soriano, al sud-oest de Cardona i a l'est d'Ombúes de Lavalle.
Amb una població aproximada de 1.000 habitants, Miguelete és centre de serveis en una comarca rica en cereals i ramaderia. El poble va ser fundat el 28 de març de 1909.

## Població
Segons les dades del cens de 2004, Miguelete tenia 979 habitants.
| Any  | Població |
| ---- | -------- |
| 1963 | 445      |
| 1975 | 536      |
| 1985 | 649      |
| 1996 | 893      |
| 2004 | 979      |

Nota: Institut Nacional d'Estadística de l'Uruguai (INE)